# Orquestra Sinfônica de Ottawa
A Orquestra Sinfônica de Ottawa ou Orquestra Sinfónica de Ottawa é uma orquestra profissional localizada em Ottawa, capital do Canadá. Com cerca de 100 músicos permanentes, ela é a maior orquestra de Ottawa, apresentando um largo repertório sinfônico dos século XIX e XX, incluindo trabalhos de compositores canadenses.

## História
Em 1944, músicos de Ottawa formaram uma orquestra com Allard de Ridder como maestro. O grupo de 75 músicos foi oficialmente chamado de Orquestra Sinfônica de Ottawa até 1952, mas foi conhecida como Orquestra Filarmônica de Ottawa. A Orquestra Filarmônica de Ottawa foi suspensa em 1960, pois não tinha fundos suficientes para os salário dos músicos. Quando o Centro Nacional de Artes anunciou a formação da Orquestra do Centro Nacional de Artes, uma residente, o grupo da Filarmônica de Ottawa foi dissolvido.
Em 1965, a grande Sinfônica Cívica de Ottawa, uma orquestra amadora, foi formada pelos membros da extinta Filarmônica de Ottawa, sob a batuta de Maurice Haycock. Essa orquestra foi renomeada para Orquestra Sinfônica de Ottawa em 1976. Os concertos anuais foram os primeiros a serem apresentados em uma escola de ensino médio, em Ottawa. No começo da década de 1970, a orquestra começou a apresentar-se no Centro Nacional de Artes.
Maestros que passaram pela orquestra incluem Thomas Mayer (fim da década de 1950, Clifford Hunt (1965-1966), Nicholas Goldschmidt (1966-1967), James Coler (1969-1975) e Brian Law (1975-1991).
A orquestra apresentou premières mundial de peças de compositores canadenses, como Jan Jarvlepp, Jean Coulthard, Robert Fleming, Andrew Huggett e Colin Mack.

## Diretor Musical
Em Maio de 1992, David Currie foi nomeado diretor musical da orquestra. Como diretor musical, suas responsabilidades incluiam ensaios, conduzir a orquestra nos concertos e planejar programas. Currie formou-se na Universidade de Michigan e na Academia de Artes Interlochen. Antes de juntar-se a orquestra, ele foi baixista na Orquestra do Centro Nacional de Artes de 1971 até 1991.
Currie estudou direção de orquestra em Siena, Itália e na Escola de Música Toho Gakuen, em Toquio, uma das mais prestigiadas instituições privadas de música, onde ele estudou com Morihiro Okabe e o maestro Kazuyoshi Akiyama. Desde 1982 ele serve como maestro na Orquestra da Universidade de Ottawa.